# Daniël David Veth
Daniël David Veth (Amsterdam, 17 februari 1850 – Angola, 19 mei 1885) was een negentiende-eeuwse civiel ingenieur, ontdekkingsreiziger en fotograaf. 
Daniel Veth werd geboren als de zoon van Anna Clara Elisabeth Büchler en Pieter Johannes Veth, de (latere) voorzitter van het Koninklijk Nederlands Aardrijkskundig Genootschap. Na het volgen van de HBS - waar hij het eindexamen niet aflegt - vertrekt hij naar Duitsland. Daar studeert hij aan het Polytechnikum in Hannover en aan de polytechnische school in Stuttgart; ook hier behaalt hij geen diploma.
In 1877 gaat Veth mee op door de KNAG georganiseerde en gefinancierde ontdekkingsreis naar Midden-Sumatra waar het stroomgebied van de Hari in kaart gebracht moest worden. Het gezelschap bestond naast Veth uit Johannes Schouw Santvoort, Johannes François Snelleman (in 1901 directeur geworden van het Ethnologisch Museum van Rotterdam) en Arend Ludolf van Hasselt; gezamenlijk onderzoeken ze de natuur en de bevolking van het eiland. Veth is onder andere belast met het nemen van de foto's tijdens de reis en de cartografie. Het gezelschap nam verschillende etnografische en biologische voorwerpen mee terug naar Nederland.
In 1882 is Veth wederom in Nederlands-Indië: deze maal met een opdracht van de Nederlandse regering om ter plaatse toe te zien op de voorbereidingen voor de Internationale Koloniale en Uitvoerhandel Tentoonstelling die in 1883 in Amsterdam gehouden zal worden. Veth houdt zicht op het verzamelen, verpakken en verschepen van goederen en mensen die vanuit Nederlands-Indië naar Nederland verscheept worden. Hij correspondeert regelmatig met zijn vader, oriëntalist P.J. Veth die verantwoordelijk was voor het opzetten (en schrijven van de catalogus voor) het Nederlandse koloniale paviljoen, het belangrijkste onderdeel van de tentoonstelling. Daniël Veth had het idee bedacht om in het koloniale paviljoen een Indische kampong te laten opbouwen.
In 1884 maakt Veth onderdeel uit van een gezelschap dat op expeditie gaat naar Angola. Tijdens deze reis overlijdt Daniël Veth door uitputting in Kala Kauga. Hij werd op 1 april 1889 herbegraven in Dordrecht.

## Foto's gemaakt door Veth

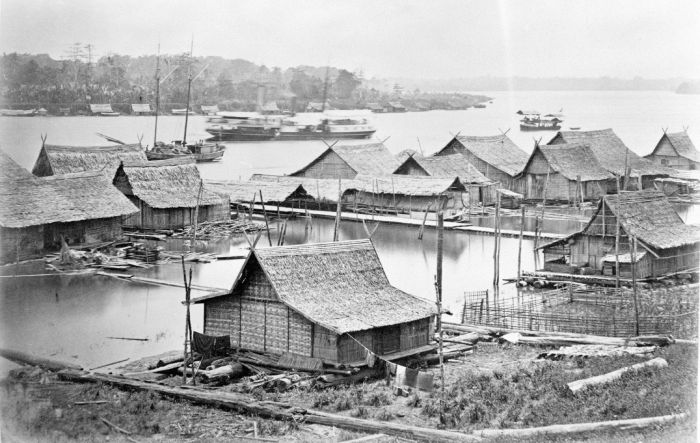
Batang Hari-rivier bij Djambi
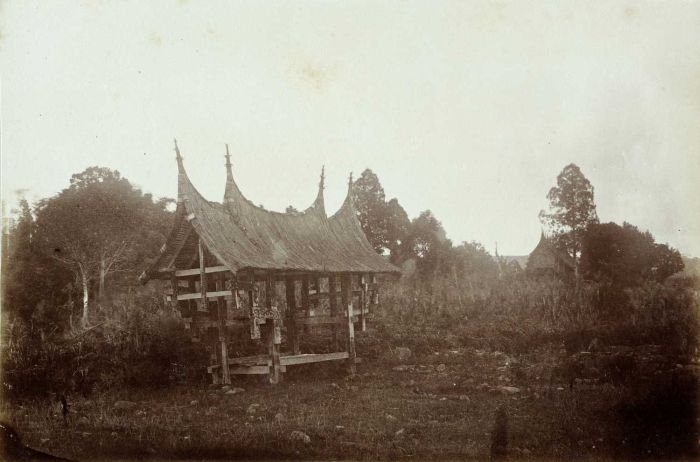
Begraafplaats Alahanpandjang
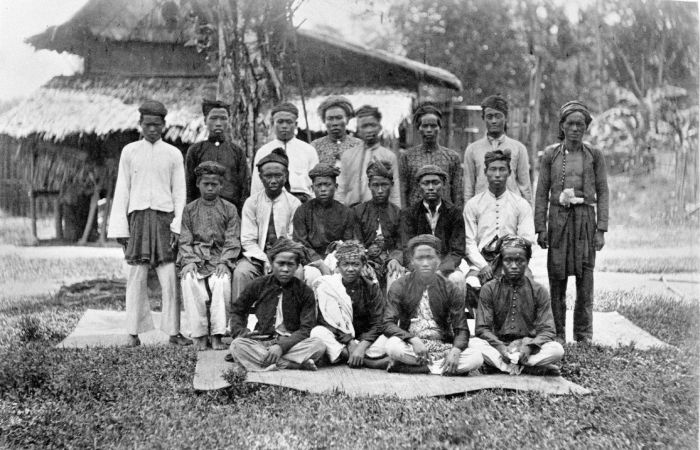
Boedjangs of ongehuwde jongens op Sumatra
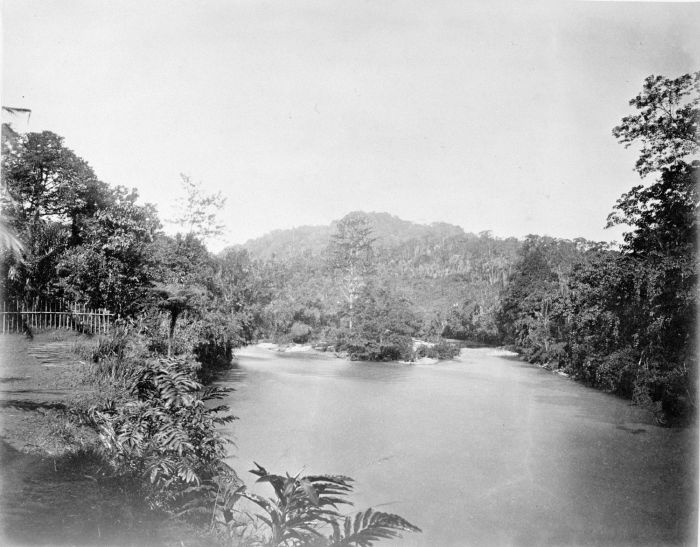
De Batang Koeloes bij Napal Litjin
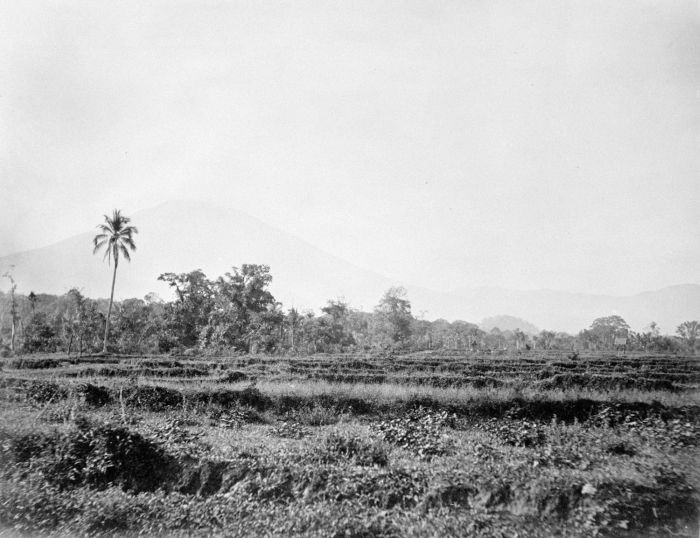
De piek van (vermoedelijk) de Korintji-vulkaan

- Biblioteca Nacional de España: XX5748091
- Bibliothèque nationale de France: cb104898315 (data)
- Biografisch Portaal: 05112952
- Digitale Bibliotheek voor de Nederlandse Letteren: veth007
- Gemeinsame Normdatei: 139078207
- International Standard Name Identifier: 0000 0000 7736 900X
- Library of Congress Control Number: no2004062159
- Nederlandse Thesaurus van Auteursnamen: 072517581
- Système universitaire de documentation: 128157437
- Trove: 1471169
- Virtual International Authority File: 66183618
- WorldCat: E39PBJgRWkKFwq8y7GKhBjdG73